# Museo de Saberes Ancestrales Apu Tinka
El Museo de Saberes Ancestrales "Apu Tinka" es el primer museo peruano de su tipo, su nombre significa "cerro sagrado y compartido". Está ubicado en Huancapi, provincia de Víctor Fajardo, en el departamento de Ayacucho. Tiene como objetivos rescatar conocimientos ancestrales, para lo cual expone una gran diversidad de expresiones artísticas y culturales con la participación de adultos mayores de escasos recursos.

## Historia
El museo fue inaugurado en 2018 y su implementación se enmarca dentro de la iniciativa Saberes Productivos impulsada por el Programa Nacional de Asistencia Solidaria Pensión 65, del Ministerio de Desarrollo e Inclusión Social (Midis).
En 2019 mediante resolución de alcaldía la municipalidad provincial de Víctor Fajardo reconoce al museo como centro turístico para la promoción, reconocimiento y fortalecimiento de la cultura viva comunitaria del distrito de Huancapi.
En 2020 el museo ganó el Desafío Kunan en la categoría "adultos imparables", el cual es una distinción que se hace anualmente a los emprendimientos sociales en el Perú.

## Colección
El Museo Apu Tinka cuenta con una sala amplia donde se se exhibe: utensilios diversos para tejido, agricultura, cocina, transporte, conservación de semillas, pastoreo entre otros, así como vestimenta típica tradicional como sombreros, tejidos y bordados, así también instrumentos musicales y juegos ancestrales. Además presenta información sobre medicina tradicional con muestras de las plantas medicinales que son utilizadas para el tratamiento de diversas enfermedades.
 

Los elementos del patrimonio cultural inmaterial que se expresan en el museo son: conocimientos tradicionales sobre cocina, ciclos agrícolas, herbolaria, medicina tradicional, mitos, expresiones dancísticas y musicales, festividades religiosas, oficios artesanales, y juegos ancestrales.

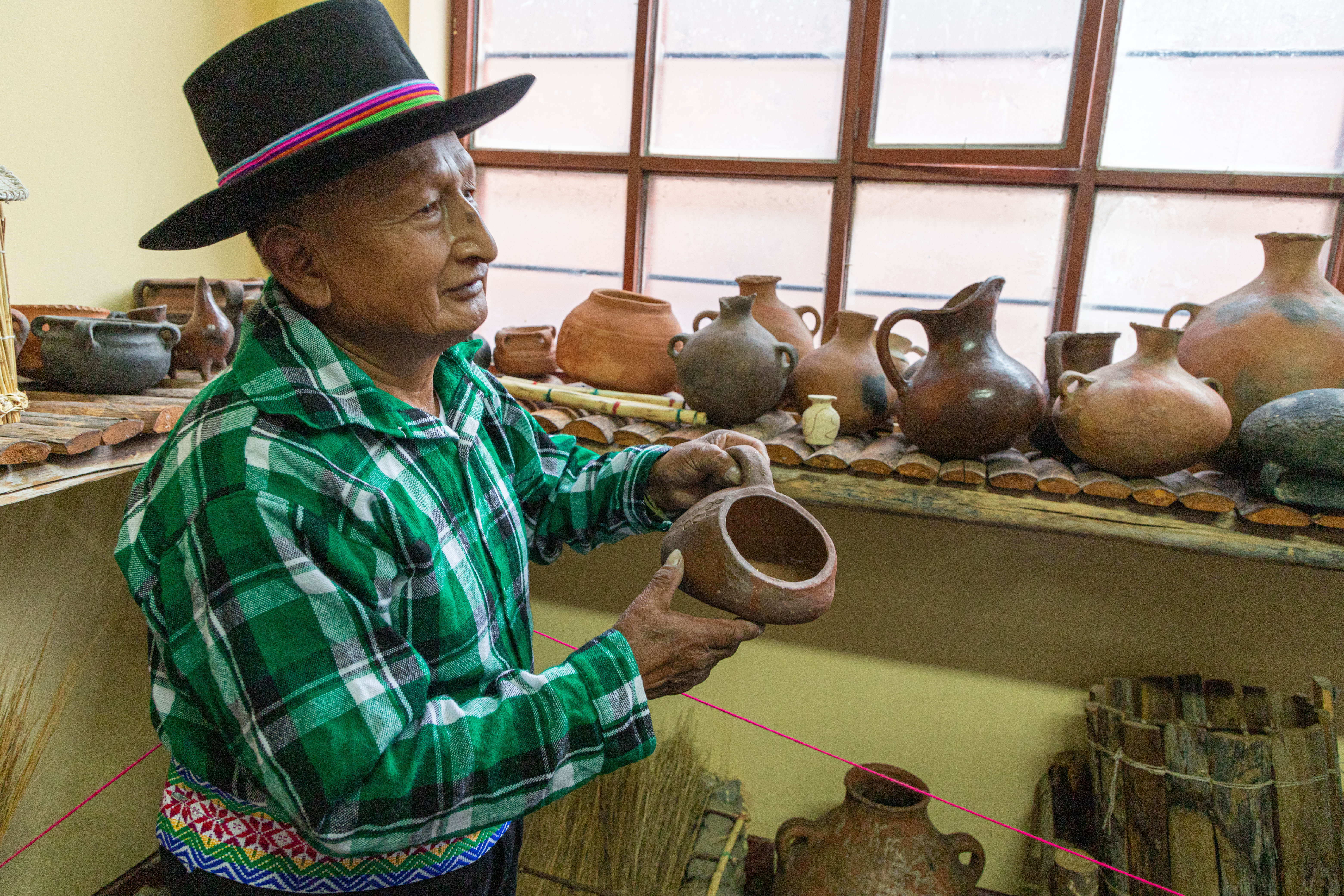
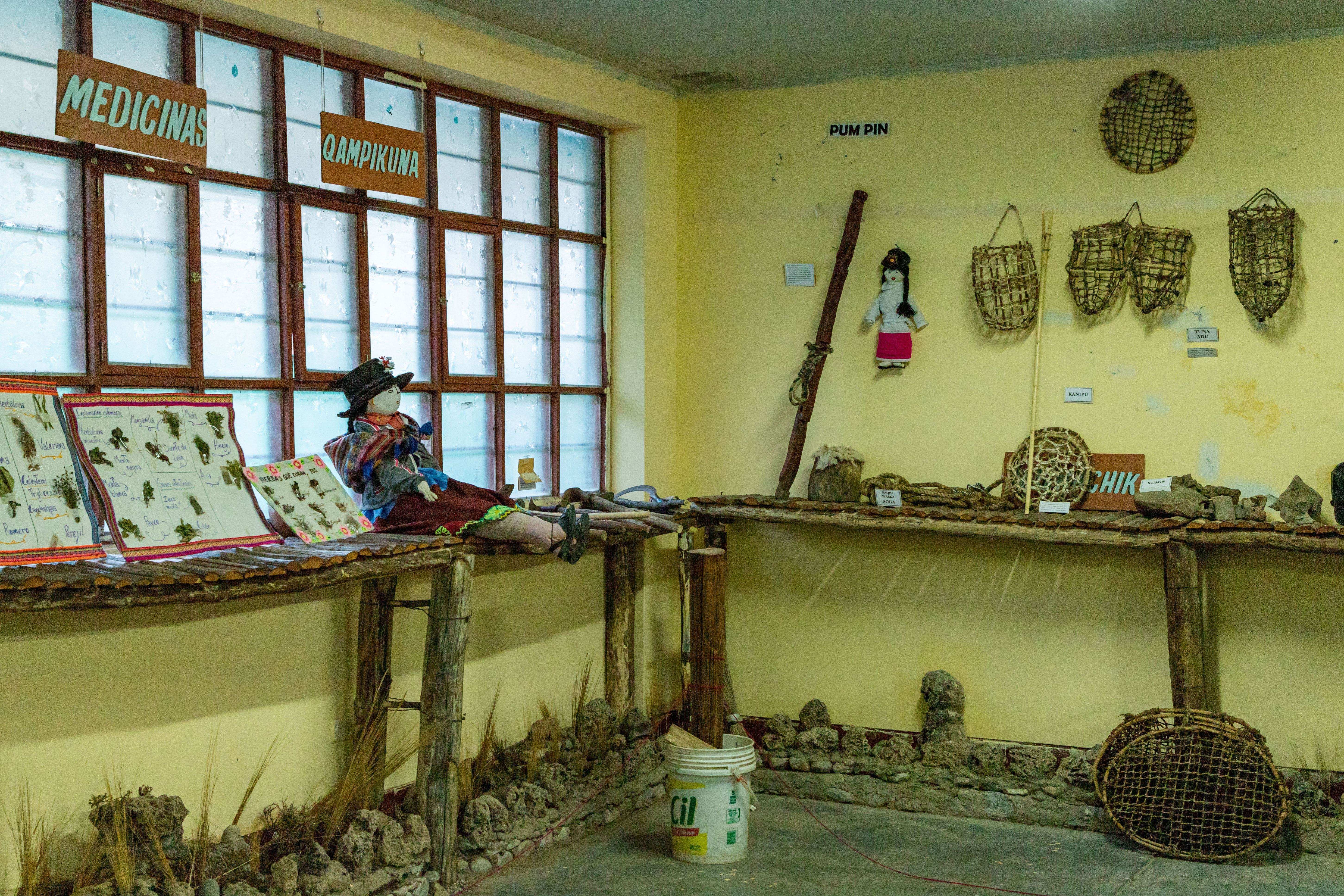
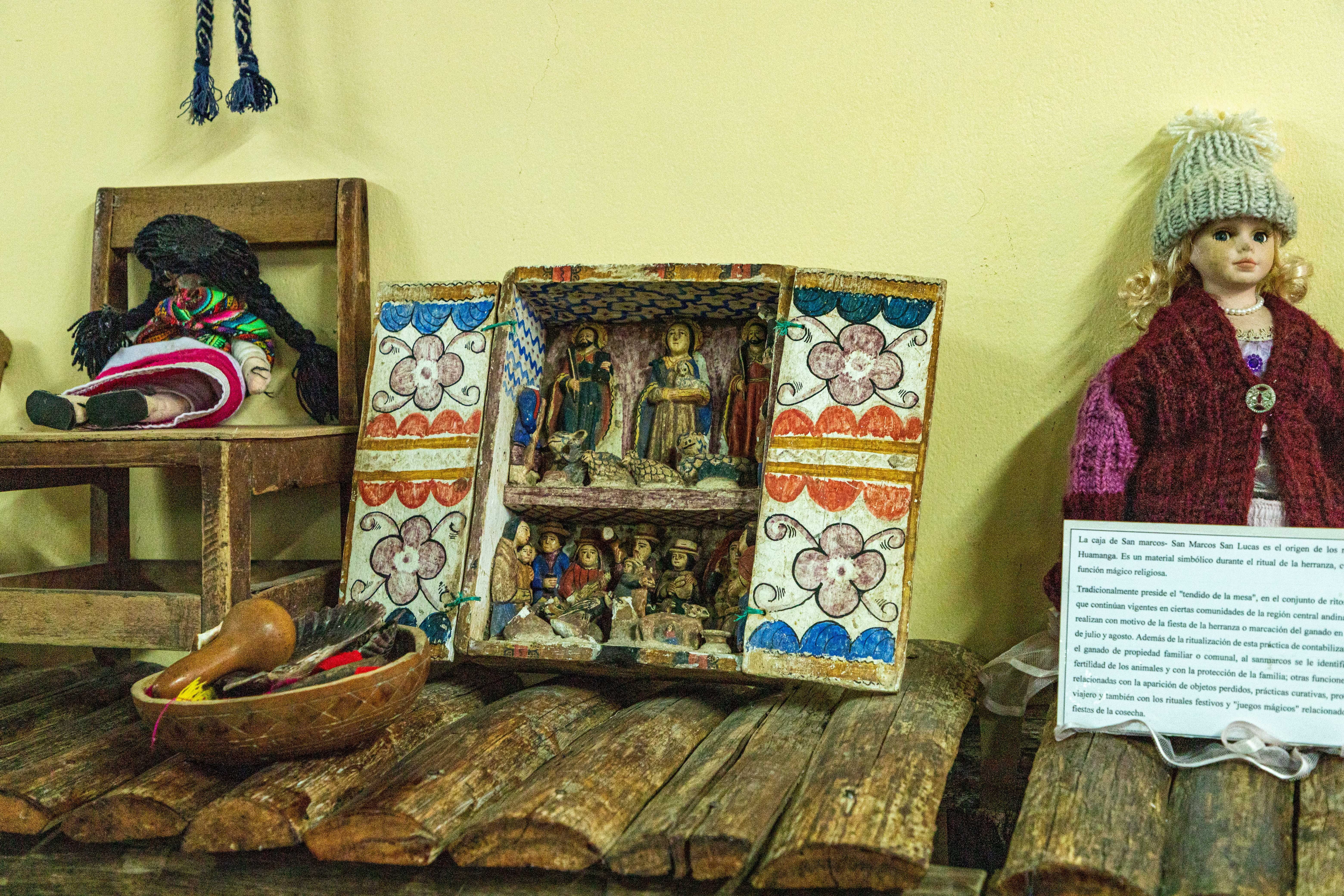
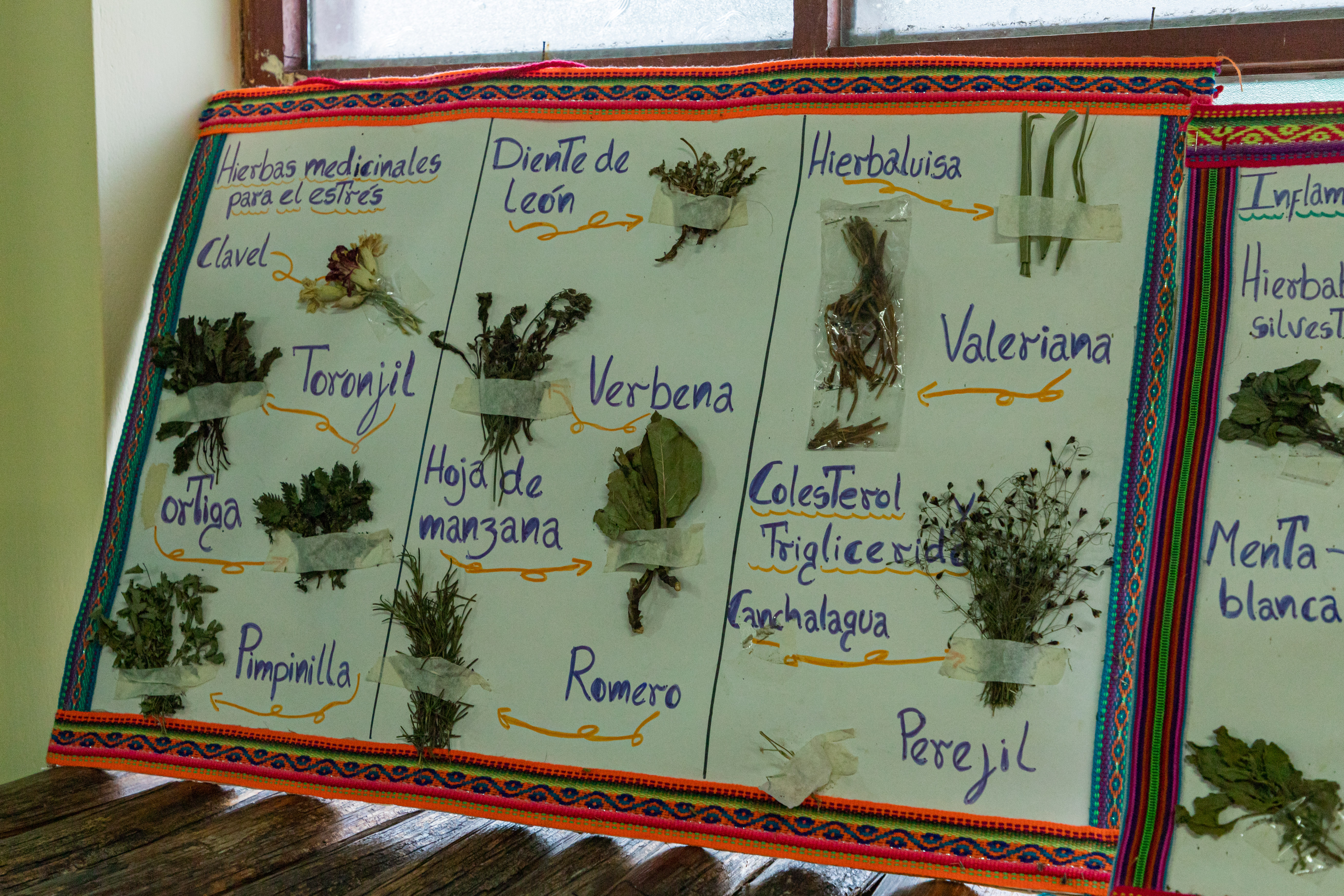
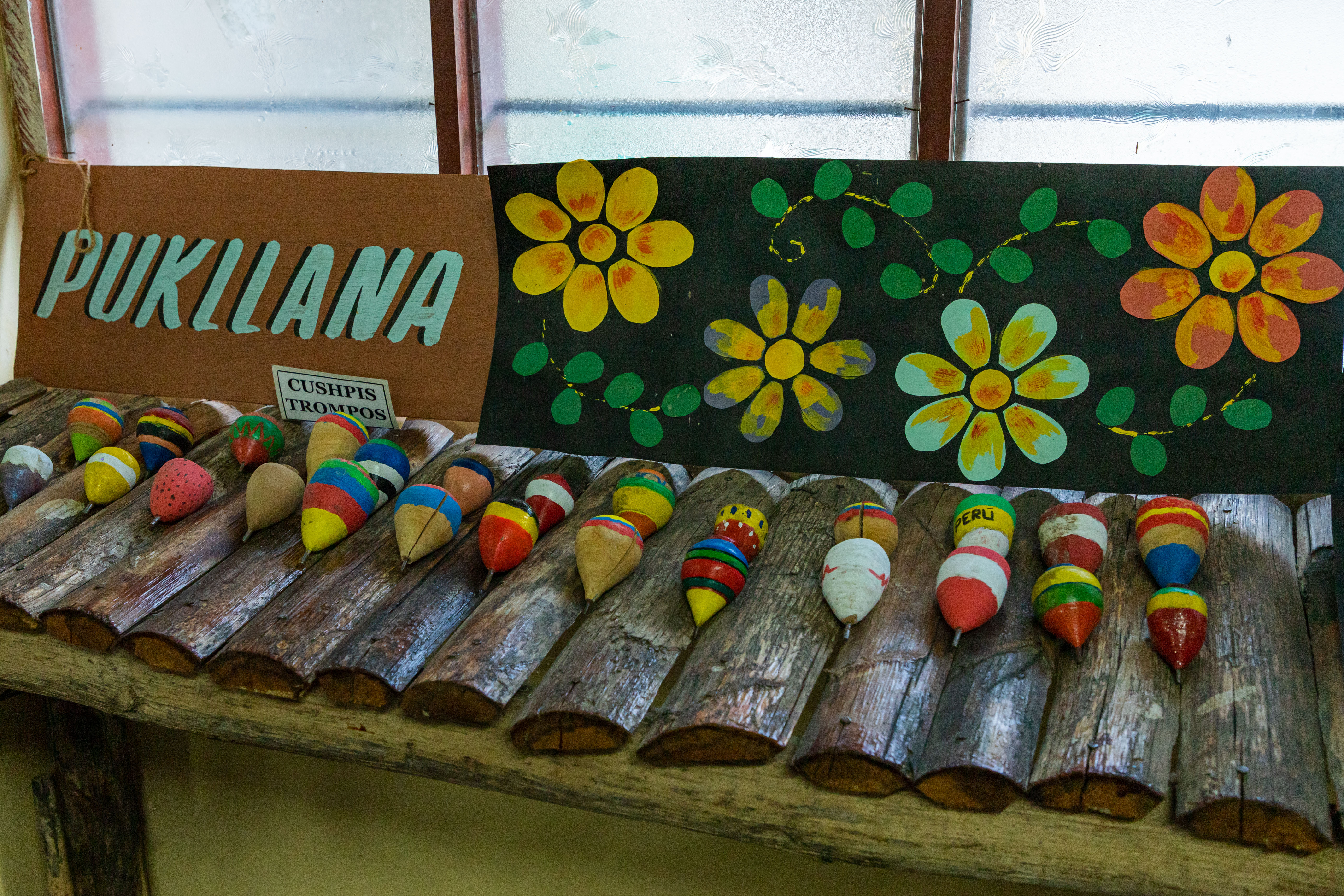